# Neth Savoeun
Đại tướng Neth Savoeun (tiếng Khmer: នេត សាវឿន, sinh năm 1956) là Phó Thủ tướng Campuchia từ năm 2023. Savoeun từng là Tổng cục trưởng Tổng cục Cảnh sát Quốc gia Campuchia, được thăng chức từ Phó cục trưởng Tổng cục Cảnh sát Quốc gia lên vị trí thực thi pháp luật cao cấp nhất của đất nước vào tháng 11 năm 2008 sau khi người tiền nhiệm Hok Lundy có nhiệm kỳ bị tranh cãi và cáo buộc tham nhũng, chết trong một vụ tai nạn máy bay trực thăng. Savoeun, 52 tuổi vào thời điểm được bổ nhiệm, đã kết hôn với cháu gái của Thủ tướng Hun Sen, Hun Kimleng. Trước khi bước chân vào lực lượng Cảnh sát Quốc gia, Savoeun từng là cảnh sát trưởng Phnôm Pênh dưới thời Nhà nước Campuchia và rồi từ sau cuộc bầu cử năm 1993, trở thành Trưởng phòng Tư pháp Hình sự thuộc Bộ Nội vụ.

## Tiểu sử
Savoeun là một thành viên lâu năm của Đảng Nhân dân Campuchia (CPP) đương quyền, mà theo các nhà quan sát quốc tế, đã thống trị chính trường và nắm giữ quyền lực ở Campuchia từ năm 1979 thông qua tham nhũng, các vụ giết người ngoài vòng pháp luật, gian lận bầu cử, kiểm soát truyền thông, và vào thời điểm đó, kích động bạo lực như vụ đảo chính năm 1997 và lời hăm dọa năm 2015 nhắm vào phó thủ lĩnh phe đối lập CNRP Kem Sokha. Trong nội bộ CPP, Savoeun là thành viên của Ủy ban Trung ương, cơ quan chịu trách nhiệm cho tất cả các quyết định cốt lõi, và duy trì mối quan hệ chặt chẽ với Hun Sen, có cô cháu gái mà ông kết hôn vào đầu những năm 1990.
Từ năm 1989–1993, Savoeun là cảnh sát trưởng thủ đô Phnôm Pênh trong giai đoạn chuyển tiếp hỗn loạn sau khi quân đội Việt Nam rút khỏi Campuchia. Sau thời kỳ bảo hộ của Liên Hợp Quốc vào năm 1992–1993 dẫn đến các cuộc bầu cử và thành lập Vương quốc Campuchia hiện tại, Savoeun đã được trao một chức vụ trong Bộ Nội vụ với tư cách là Trưởng phòng Tư pháp Hình sự. Vào giữa thập niên 2000, ông được bổ nhiệm làm Phó cục trưởng Cảnh sát Quốc gia. Trong suốt sự nghiệp của mình cho đến nay, Savoeun luôn bị quấy rầy bởi những lời buộc tội "vi phạm nhân quyền".

## Sự nghiệp
Savoeun đã được Hun Sen chọn kế nhiệm Hoc Lundy và được bổ nhiệm theo chiếu chỉ của quốc vương Campuchia Norodom Sihamoni vào ngày 11 tháng 11 năm 2008. Ông đã chính thức tuyên thệ nhậm chức vào ngày 21 tháng 11 trước sự chứng kiến của Bộ trưởng Nội vụ Sar Kheng giữa những lời buộc tội chủ nghĩa gia đình trị và thiếu trình độ. Kem Sokha, lúc đó là chủ tịch của Đảng Nhân quyền, đã nhận xét như sau "...anh ta chưa tốt nghiệp Học viện Cảnh sát, và cấp bậc của anh ta xuất phát từ mối quan hệ của anh ta với một quan chức cấp cao, hay gia đình trị", nhưng ông và những người khác như Chan Soveth của ADHOC và Bộ trưởng Nội vụ Sar Kheng bày tỏ hy vọng rằng Savoeun sẽ ngừng các hoạt động của người tiền nhiệm và cải tổ bộ máy tổ chức mặc dù Cảnh sát Quốc gia chưa bao giờ được phép hoạt động độc lập với chính phủ dưới quyền kiểm soát của CPP.
Trong vai trò cảnh sát trưởng, Savoeun đã thực hiện nhiều cuộc giám sát với mục tiêu rõ ràng là khiến Campuchia trở nên an toàn hơn. Vào tháng 3 năm 2015, ông đã thực hiện các bước để đối phó với đám "mafia nước ngoài" ở Sihanoukville, bao gồm việc thay thế viên cảnh sát trưởng tỉnh Sihanoukville, nhằm đối phó với bạo lực gia tăng giữa các doanh nhân Nga cấp cao trong khu vực. Cũng trong tháng 3, Savoeun đe dọa sẽ sa thải các quan chức cảnh sát vì đã không hành động để ngăn chặn hàng loạt vụ cướp có vũ trang trơ trẽn các cửa hàng trang sức và khách du lịch trên toàn quốc. Savoeun đã mở một cuộc họp cấp cao vào tháng 9, trong đó ông tuyên bố kế hoạch trấn áp nạn buôn người, một vấn đề toàn quốc ở Campuchia. Trong một buổi lễ thăng chức nội bộ vào tháng 10 năm 2015, Savoeun đã mắng cảnh sát các cấp, nói rằng họ cần phải làm việc tốt hơn với công dân và "cư xử tốt hơn" nói chung nếu họ muốn được thăng chức.
Dù có những nỗ lực cao như vậy, thế nhưng Lực lượng Cảnh sát Quốc gia và đặc biệt là Savoeun vẫn được sử dụng làm công cụ của CPP. Hun Sen và CPP thường xuyên sử dụng các nhà lãnh đạo dưới lớp áo quân đội và cảnh sát, bao gồm cả Tướng Savoeun để vận động trong các cuộc bầu cử. Vào tháng 8 năm 2015 Hun Sen đã giao nhiệm vụ cho Savoeun phải bắt giữ Teav Vannol, một thượng nghị sĩ trực tính của đảng đối lập vì những bình luận mà ông đưa ra liên quan đến cách diễn giải của Hun Sen bị nghi là thân Việt Nam về các hiệp ước Campuchia-Việt Nam. Năm 2010, Hun Sen đã phái Savoeun đi làm nhiệm vụ cá nhân để truy tìm cháu trai của Thủ tướng đã bỏ rơi vợ mình. Vào tháng 10, sau khi cảnh sát của Savoeun đã phớt lờ các cuộc gọi cầu cứu từ vợ Kem Sokha khi ngôi nhà của bà bị một đám đông ủng hộ CPP bao vây và ném đá tới tấp trong sáu giờ liền, Hun Sen từng tuyên bố rằng Savoeun sẽ không chấp nhận bị thay thế nếu CNRP giành chiến thắng trong cuộc bầu cử tiếp theo.